# Noah Beery
Noah Beery (ur. 17 stycznia 1882, zm. 1 kwietnia 1946) – amerykański aktor filmowy i telewizyjny.

## Filmografia
- 1920: Znak Zorro
- 1922: The Power of Love
- 1923: Hollywood
- 1924: Jej wielka miłość
- 1925: Lord Jim
- 1927: Gołębica
- 1928: Arka Noego
- 1930: Płomienna piosenka
- 1933: Lady Lou